# Renklod Kuibyshevskii
Renklod Kuibyshevskii en ruso: Ренклод Куйбышевский, es una variedad cultivar de ciruelo (Prunus domestica), de las denominadas ciruelas europeas,
una variedad de ciruelaobtenida en el "Estación Experimental de Horticultura de Kuibyshev". Las frutas tienen un tamaño mediano, forma redondeados, ligeramente deprimida en los lados, siendo el color verde amarillento, uniforme en toda la superficie, cuando totalmente madura es amarillo dorado y un ligero rubor rosado; puntos subcutáneos número promedio, blancos, claramente visibles, y pulpa de color amarillo verdoso, mediana, jugosa, siendo el jugo incoloro, y su sabor es agridulce.

## Sinonimia
- "Ренклод Куйбышевский",
- "Reina Claudia Kuibyshevskii",
- "Слива Ренклод Куйбышевский",
- "Sliva Renklod Kuibyshevskii"
- "Renclode Kuibyshevskii",
- "Renklod Kuibyshevskii".[5][3]

## Historia
'Renklod Kuibyshevskii' es una variedad de ciruela que la obtuvo el obtentor E.P. Finaev en la "Estación Experimental de Horticultura de Kuibyshev"  mediante el cruce de la variedad 'Renklod' local como "Parental Madre" x el polen de 'RenKlod Lenya' como "Parental Padre". Ciruela considerada incluida en el grupo de las "Reinas Claudias".
'Renklod Kuibyshevskii' está inscrita en el "Registro Estatal" desde 1959 para las regiones del Noroeste y Medio Volga.

## Características
'Renklod Kuibyshevskii' es un árbol grande y de rápido crecimiento. La copa se extiende, de densidad media. Da fruto principalmente en ramitas de ramo, en ramas de 2 a 3 años. La corteza del tronco y las ramas principales es lisa, de color marrón verdoso. Los brotes son gruesos, rectos, de color púrpura claro, moderadamente pubescentes. Hay pocas lenticelas, de tamaño mediano, blancas. Las hojas son grandes, anchas, ovaladas, de punta corta, de color verde oscuro en el anverso, arrugadas, brillantes en el anverso, ligeramente pubescentes en el envés. El limbo es plano, la base es redondeada, la pubescencia es fuerte. El borde de la hoja es bifoliado. El pecíolo es medio, grueso, débilmente pigmentado. Las estípulas son medianas, ligeramente disecadas y caen precozmente. Las glándulas son medianas, dos, de color marrón amarillento y redondeadas. Inflorescencia con flores dobles y triples. Flores medianas, blancas. Florece del 14 al 24 de mayo. El período de maduración de los frutos es promedio. La fructificación es anual. La fuerza de adhesión de la fruta al árbol es buena. La variedad es prácticamente autofértil, mejora sus rendimientos con los polinizadores 'Renclode Lenya', 'Skorospelka Krasnaya', 'Vengerka Oktyabrskaya' y 'Ternoslivka Kuibyshevskaya'.
'Renklod Kuibyshevskii' tiene frutos de tamaño grande, uniformes, los frutos con un peso promedio de 26,7 gr, son redondeados, ligeramente deprimida en los lados, siendo la parte superior del fruto  redonda, y la base del fruto está dentada, la piel del fruto es lisa, mediana, desnuda, con una fuerte capa de pruina, fácil de separar del fruto, el color del fruto verde amarillento, uniforme en toda la superficie, cuando totalmente madura es amarillo dorado y un ligero rubor rosado; puntos subcutáneos número promedio, blancos, claramente visibles; la sutura ventral es pequeña, apenas perceptible; pedúnculo es de longitud y grosor medios, se separa fácilmente de la rama, la unión al hueso es débil; la pulpa es de color amarillo verdoso, mediana, jugosa, siendo el jugo incoloro, y su sabor es agridulce. La calificación de fruta fresca es de 4,2 puntos. La apariencia es atractiva: 4,5 puntos. El contenido de materia seca en los frutos es del 19,6%, azúcares - 10,0%, ácidos - 1,3%, ácido ascórbico - 17,56 mg / 100 gr.
Hueso es semi adherente, se separa fácilmente de la pulpa, de tamaño mediano, de ancho medio, con la sutura ventral pequeña, apenas perceptible.
El fruto madura en la tercera decena de agosto y primera de septiembre. La transportabilidad de los frutos es buena.

## Usos
Una variedad de frutos aptos para consumo en fresco y también se utilizan para todo tipo de procesamiento culinario y usos de elaboraciones derivadas.
Ventajas de la variedad: alto rendimiento anual, no inferior al de 'Skorospelka Krasnaya'; frutos grandes y sabrosos; buena resistencia al invierno. 
Desventajas de la variedad: susceptibilidad a quemaduras de corteza en inviernos más severos.

## Susceptibilidades
Los árboles de esta variedad presentan una resistencia invernal media. Su resistencia a la sequía es media. No sufre daños por enfermedades. 
Presenta daños leves por la polilla de la cereza, la polilla del ciruelo y el gorgojo de la semilla del almendro (0,8-1,0%). 
Se propaga mediante injerto en portainjertos de plántulas de 'Skorospelka Krasnaya', 'Ternoslivka Kuibyshevskaya' y 'Vengerka Oktyabrskaya'. 
Las mejores ubicaciones son en terrenos planos o con pendientes suaves, bien protegidos e iluminados. Crece bien en todo tipo de suelos chernozem, especialmente francos medios y ligeros, moderadamente húmedos. Tolera bien la poda. Es necesaria la poda periódica de rejuvenecimiento de las ramas de los árboles frutales.